# Alison Moyet
Alison Moyet (ejtsd: mojé; Billericay, 1961. június 18. –) angol énekesnő. A Yazoo nevű új hullámos (new wave)/pop zenekar jelentős tagja. Szóló énekesként is tevékenykedik, kilenc nagylemezt jelentetett meg. A Yazoo-val két stúdióalbumot adott ki.

## Életútja
Moyet 1961. június 18-án született az essex-i Billericay-ben. Apja francia volt, anyja brit származású. Lánykorában punk-együttesekkel is játszott kis klubokban. 1982-ben alakult meg a Yazoo, Moyet és Vince Clarke alkották ezt a duót. Miután ez a zenekar felbomlott, Alison Moyet szólókarrierbe kezdett. Kilencedik önálló stúdióalbuma 2017 júniusában jelent meg.
Színházban is szerepelt már. Jelenleg házas, David Ballard a férje.

## Diszkográfia

### Alison Moyet-ként
- Alf (1984)
- Raindance (1987)
- Hoodoo (1991)
- Essex (1994)
- Hometime (2002)
- Voice (2004)
- The Turn (2007)
- The Minutes (2013)
- Other (2017)

### A Yazoo-val
- Upstairs at Eric's (1982)
- You and Me Both (1983)